# Bruno Belthoise
Bruno Belthoise est un pianiste et improvisateur né le 9 juillet 1964 à Paris.

## Biographie
Bruno Belthoise est né dans une famille d’artistes. Son grand-père Guy Verdot écrivain et critique dramatique lui fait découvrir le théâtre et la littérature. Sa tante Béatrice Belthoise, comédienne est à l’origine de son goût pour la narration. Sa mère Dominique Verdot, diplômée d’Histoire de l’art l’entraîne en Italie et dans les musées à la découverte des maîtres du Quattrocento. Enfin, sa grand-mère Yvonne Lephay-Belthoise, violoniste et pianiste, l’incite à développer ses dons pour la musique. Bruno Belthoise commence ses études musicales au piano à l’âge de sept ans avec Isabelle Duha mais également la percussion avec Serge Biondi et le violon avec sa grand-mère. Se sentant plus profondément attiré par le piano, il poursuit avec elle ses études musicales et rencontre ensuite la pianiste Claude Maillols qui, pendant cinq années, lui enseignera la technique et le répertoire.

## Études, récompenses, concerts
Il entre en 1985 à l’École normale de musique de Paris dans la classe de Françoise Buffet-Arsenijevic, étudie également en parallèle avec Madeleine Giraudeau-Basset. Il obtient en 1987 le Diplôme d’Enseignement à l’unanimité du jury puis le Diplôme Supérieur d’Exécution de piano en 1989, la même année que le pianiste Frederic Chiu. Il se perfectionne ensuite à diverses occasions auprès de François-René Duchâble, Bruno Rigutto, Helena Sá e Costa. Il étudie également l’harmonie auprès de Françoise Lengelé. À partir de 1985, ses qualités de chambriste sont remarquées par plusieurs interprètes aux côtés desquels il donne ses premiers concerts (Jean-Claude Dewaele, Maurice Gabay, Frédéric Laroque, Jean-Philippe Audin, Jean-Pierre Arnaud, Vincent Malgrange, Pascal Meslé…) et enregistre en 1987 pour les Disques Cybelia les trois sonates de Johann Sebastian Bach BWV 1027-1029 dans la collection Les Solistes Français. En 1988, il reçoit le Prix Charles Oulmont de la Fondation de France puis en 1991 il est lauréat de la Fondation de Lourmarin Laurent-Vibert. Bruno Belthoise est invité dès 1993 par des festivals en France et à l’étranger (Festival International de la Vézère, Les Concerts de Vollore, Festival de l’été Mosan, Festival d’Estoril…). Il se produit en soliste ou avec ses partenaires (Yves Charpentier, Anne Chamussy, Christophe Giovaninetti, Le Concert Impromptu, l’Ensemble viennois de Paris, le Trio Pangea). On l’entend également sur France-Musique, la Saarländischer Rundfunk à Sarrebrück ou Antena 2 à Lisbonne où il aime interpréter le répertoire français : Fauré, Poulenc, Honegger, Milhaud, Roussel, jusqu’aux compositeurs d’aujourd’hui. Il donne en première audition des œuvres  d'Emmanuel Hieaux, Bernard de Vienne, Marc Kowalczyk, Louis Marischal, Alberto Colla, Raymond Alessandrini, Sébastien Béranger. Bruno Belthoise est nommé "Révélation Classique" de l’ADAMI en 1997.

## La musique des compositeurs portugais

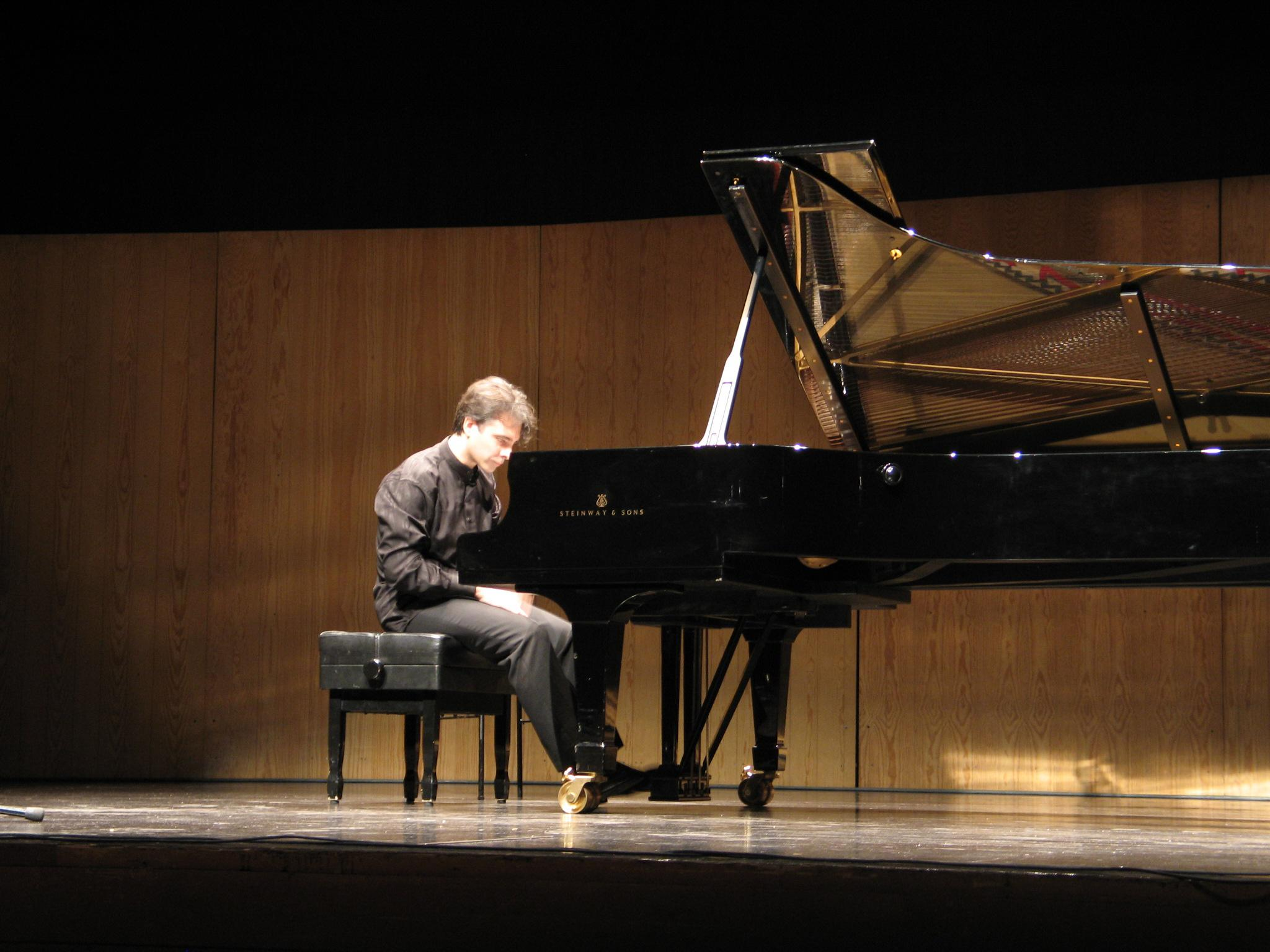
Centro Cultural de Belém, hommage à Fernando Lopes Graça, 2006

À partir de 1993, Bruno Belthoise commence un travail de recherche très personnel vers un répertoire original. Profondément attiré par des œuvres méconnues et passionné par la culture portugaise, il multiplie les occasions d’entrer en contact avec le répertoire pour piano des compositeurs de ce pays. En 1995, il enregistre son premier album de piano solo (Disques Coriolan) consacré aux œuvres de Francisco de Lacerda (1869-1934), chef d’orchestre et compositeur ami de Claude Debussy. Cet enregistrement en première mondiale, édité en France est salué par la presse française et portugaise. Tel un acte fondateur, ce disque désigne Bruno Belthoise comme un interprète essentiel de la musique portugaise du XXe siècle. Entre 1999 et 2011, il enregistre plusieurs autres monographies qui sont autant de premières mondiales pour les Disques Coriolan dans la collection Le Piano Portugais : Armando José Fernandes (1906-1983), Luiz Costa (1879-1960), Fernando Lopes Graça (1906-1994), Alexandre Delgado (1965-). Il est également invité par des Universités pour des conférences (Lille 3, Lyon 2, Montréal, Sydney…) rédige des articles pour la presse spécialisée (revues Piano, Latitudes, Seara Nova) et donne des récitals en Europe et en Amérique du Nord. Depuis 2001, il collabore très régulièrement comme soliste de la radio nationale portugaise RDP-Antena 2 pour des concerts en direct et des enregistrements. Dans un esprit de collaboration avec les compositeurs portugais actuels, il est aussi à l’origine de plusieurs commandes et crée notamment des œuvres de Sérgio Azevedo (1968-), Alexandre Delgado (1965-), Edward Ayres d'Abreu et Fernando Lapa (1950-).  Il développe en parallèle une collection de partitions, anthologie en six volumes dédiée aux compositeur portugais pour piano avec AvA Musical Editions. Son travail est encouragé par les plus prestigieuses institutions du Portugal (Ministério da Cultura, Fundação Gulbenkian, Instituto Camões, RDP-Antena2, AvA Musical Editions…)

## Concerts jeune public

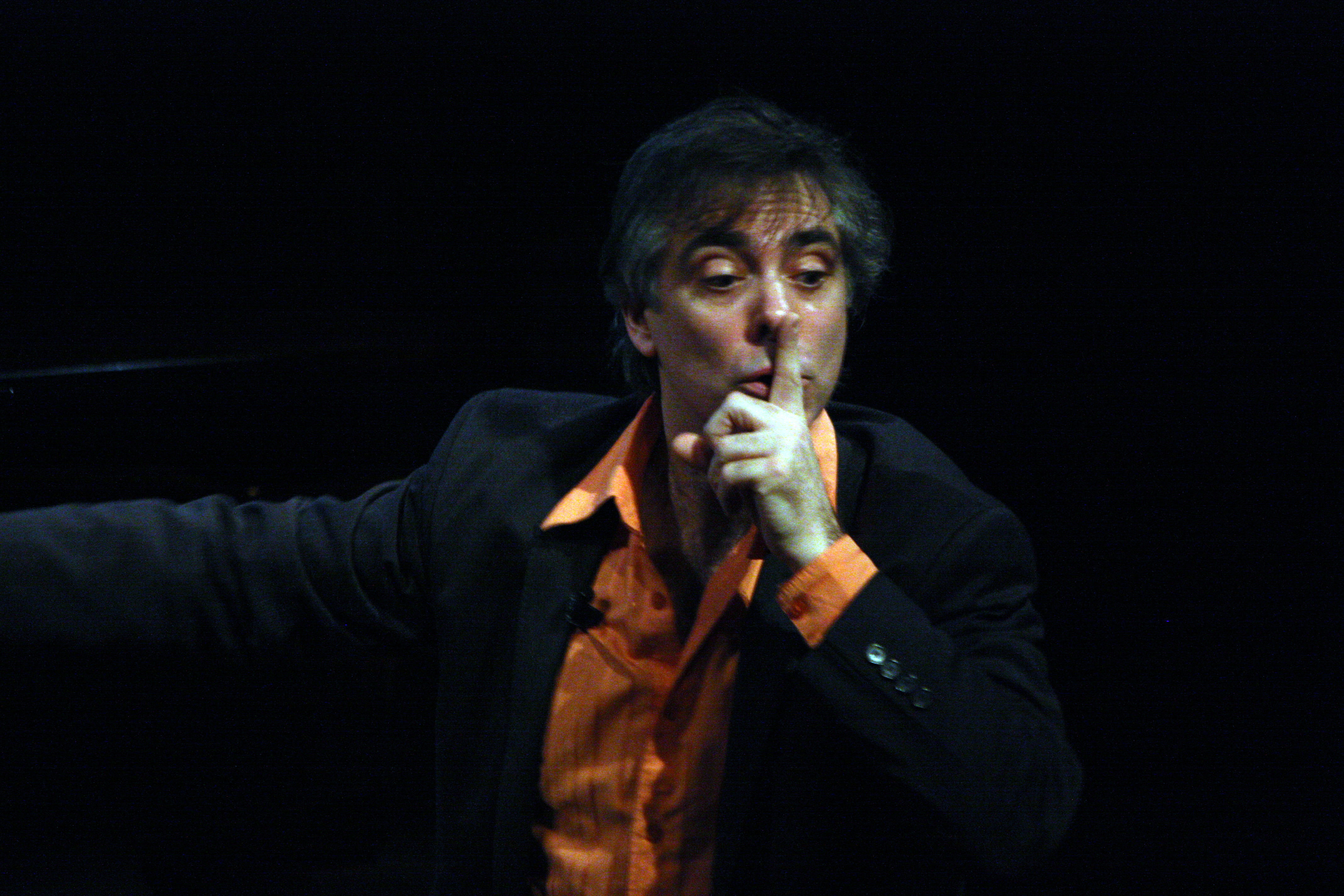
Bruno Belthoise, Le Carnaval des Animaux - Espace André Malraux Herblay (2012)

Le monde de l’enfance, le conte et la narration constituent un domaine dans lequel Bruno Belthoise aime évoluer, créer, imaginer et inventer. En effet, depuis 1995 il s’attache à défendre d’une part le patrimoine sonore et littéraire, d’autre part la musique vivante comme véhicule pédagogique à part entière. En outre, il s’engage dans une collaboration étroite entre écriture, narration et création musicale pour donner naissance à des œuvres qui entraînent les enfants à la découverte du monde musical comme stimulation de l’imaginaire. Pour lui, comme pour Frémeaux & Associés, son éditeur, le sonore est comme l’écrit, il offre la possibilité à l’enfant de construire son propre monde onirique et sa réflexion. Il n’impose pas d’univers préétabli et libère l’imaginaire du jeune auditeur. Fin conteur, Bruno Belthoise est donc également auteur de textes narratifs, cosignés avec Béatrice Belthoise, et cultive cet art du conte qu’il associe à son piano. Il conçoit et enregistre trois albums pour La Librairie Sonore de Frémeaux & Associés : La véritable histoire de Babar (1997), Hänsel & Gretel (2003), Les aventures de Poucette (2008). Grâce à plusieurs spectacles pour le jeune public Bruno Belthoise donne en tournée des concerts devant des milliers d’enfants à travers la France (Opéra Bastille, L’Arsenal de Metz, Opéra de Lille…), ainsi qu’en pays francophones (Suisse, Belgique, Québec). Dans ces productions, il collabore avec ses partenaires privilégiés : Laurent Martin (piano), Sébastien Marq (flûte), Le Concert Impromptu (quintette à vent), Hélène Josse, Christina Margotto et João Costa Ferreira (piano). C’est avec Christina Margotto qu’il conçoit depuis 2010 la série des Concertos Narrados au Conservatoire de Porto. À travers cette initiative qui associe création musicale et actions pédagogiques en cinq langues (français, portugais, espagnol, allemand, anglais), sont créées des œuvres nouvelles telles que Homero (2012), conte de Sophia de Mello Breyner sur une musique de Fernando Lapa. Le succès de ses albums et de ses spectacles est continuellement souligné par la presse depuis 1997, confirmant que ce projet pédagogique de qualité n’a rien à envier ni à l’audiovisuel, ni au multimédia.

## Ses collaborations

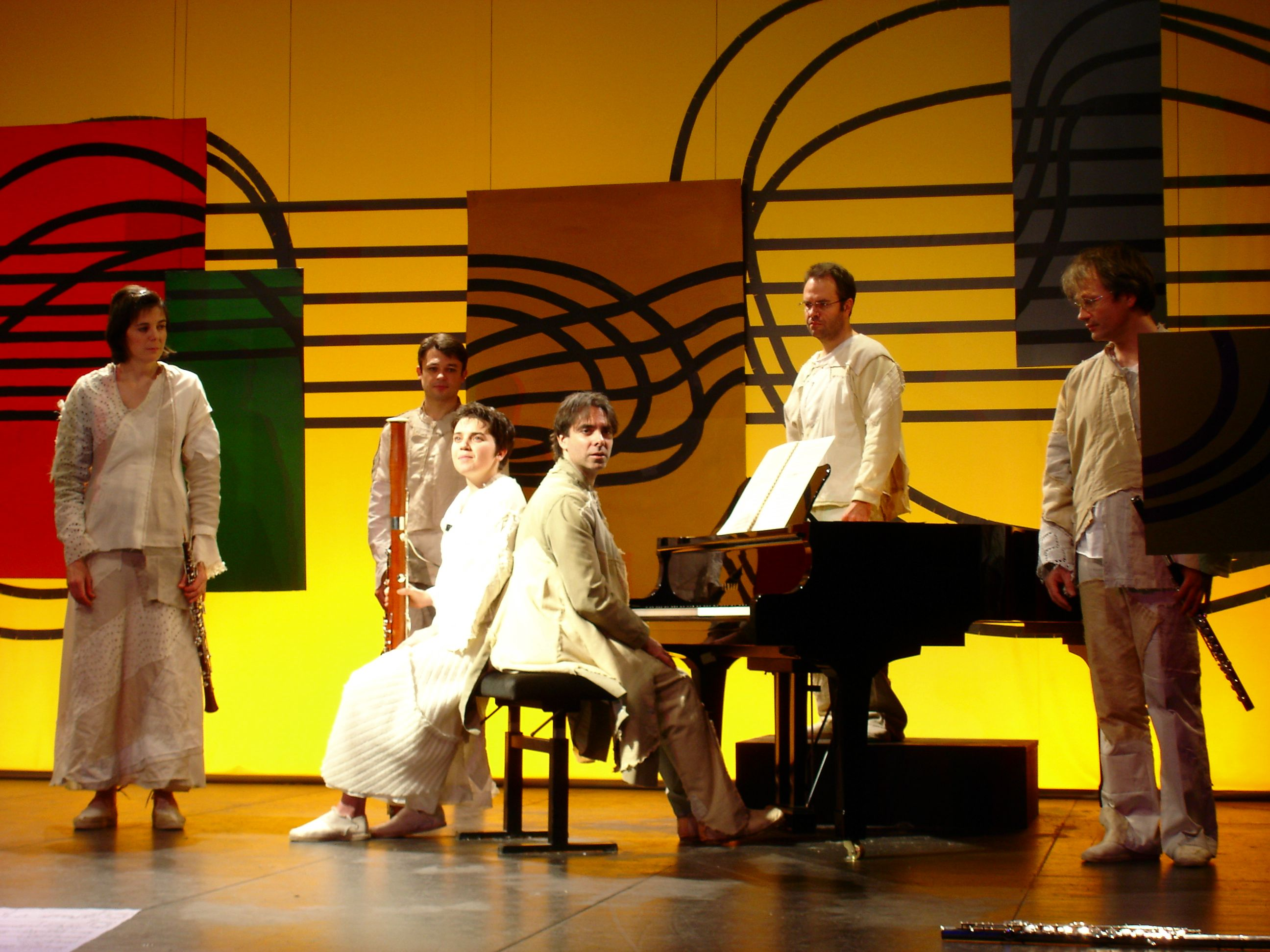
Bruno Belthoise et le Concert Impromptu, spectacle Bleu d’Outremer, Scène Nationale de Cavaillon (2005)

Son besoin de diversité dans les modes d’expression amène Bruno Belthoise à rencontrer le chanteur-compositeur syrien Abed Azrié. Ils réalisent ensemble des récitals ainsi qu’un album Chants d’Amour et d’Ivresse (2002) enregistré en public à Radio-France. Il compose également à l’intention du quintette à vent Le Concert Impromptu pour son spectacle Nouvelles Folies d’Espagne (2002). Sa collaboration artistique avec Le Concert Impromptu a aussi donné naissance à plusieurs spectacles, où s'invente une polysémie qui fait dialoguer poésie, musique d’aujourd’hui et scénographie. Ainsi, ont été créés Bleu d’Outremer pour stimuler l’esprit (2005), en écho au fulgurances de René Char et à la peinture de Vieira da Silva, Mozart de Vienne (2007), rencontre et confrontation entre Bernard de Vienne, compositeur vivant et Wolfgang Amadeus Mozart, Pèlerinage Rothko (2009), inspiré par la peinture vibrante de Mark Rothko. Leur production pour la saison 2013 est intitulée BWK, théâtre musical en hommage à Bertolt Brecht, Kurt Weill et Paul Klee. Passionné par la poésie et l’improvisation, il travaille à partir de 2003 comme pianiste, compositeur et comédien de la Compagnie Alain Rais pour Le Poète à New York (2003), Traverser (2006) et donne des récitals poésie-musique avec Alain Rais, Inês de Medeiros et Matthieu Fayette. En 2008, Bruno Belthoise crée le Trio Pangea avec Adolfo Rascón Carbajal (violon) et Teresa Valente Pereira (violoncelle) et se produit en Espagne, France et Portugal. Le premier album du Trio Pangea qui parait en 2013 est consacré à la musique de chambre du compositeur Emmanuel Hieaux, édité chez Disques Coriolan Musique d’Aujourd’hui. Bruno Belthoise et le Trio Pangea collaborent depuis 2015 avec le Label Naxos pour l'enregistrement d'une grande anthologie Portuguese Piano Trios (5 CDs). Pour le 50e anniversaire de la disparition de Francis Poulenc en 2013, il donne avec le Concert Impromptu l’intégrale des œuvres pour quintette à vent et piano à Paris ainsi que pour la radio Antena 2 (Lisbonne).

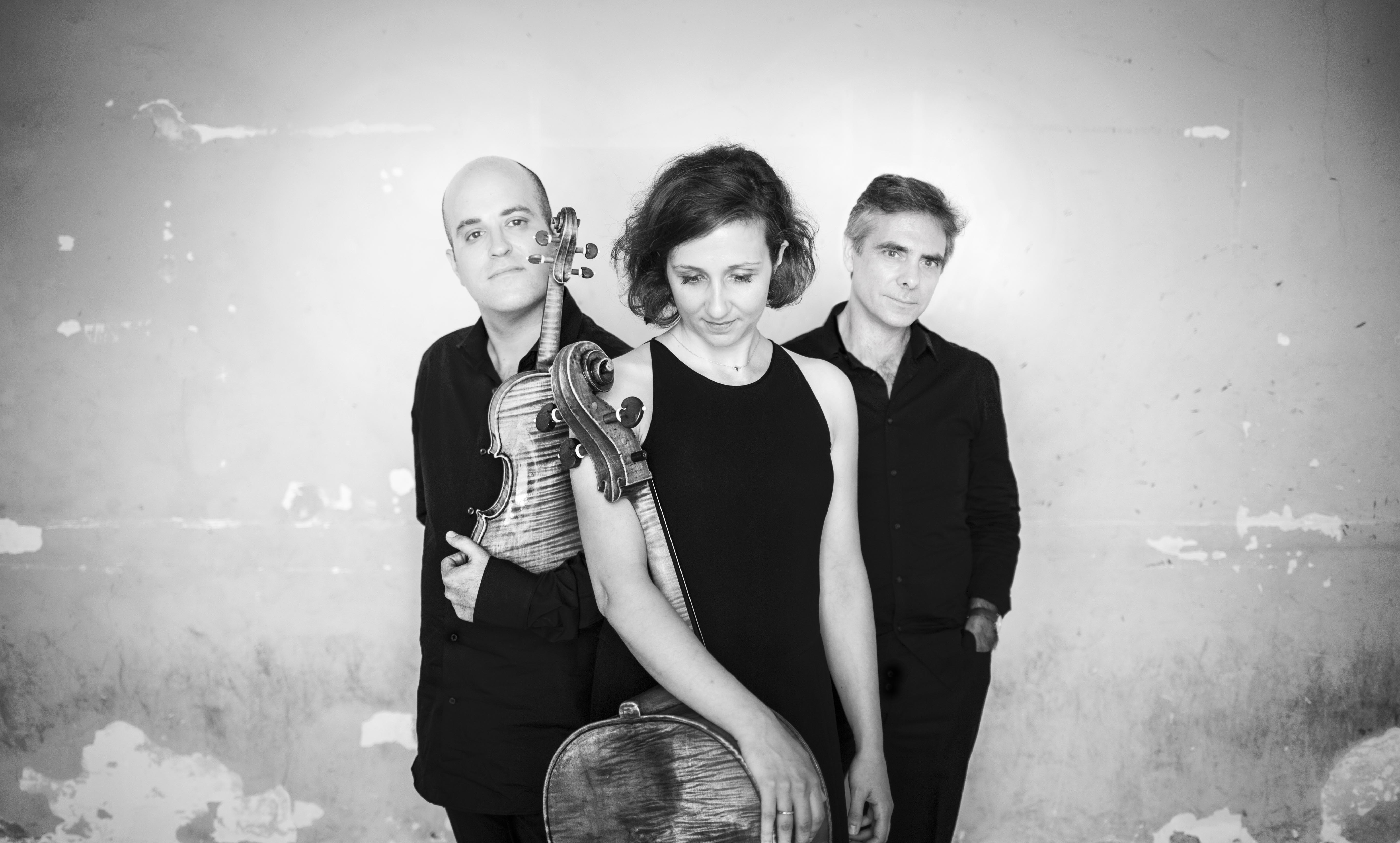
Le Trio Pangea (Adolfo Rascón Carbajal, Teresa Pereira, Bruno Belthoise).©João Vasco

### Les nouveaux projets
Aujourd'hui, Bruno Belthoise développe ses projets dans plusieurs directions : il se consacre à l'improvisation au cinéma en créant notamment une nouvelle musique pour Douro Faina Fluvial de Manoel de Oliveira (1931) ; il donne depuis 2016 de nombreux récitals de piano solo dans le monde autour de la personnalité du cinéaste ; il crée en 2016 un duo de piano à quatre mains avec João Costa Ferreira et assure des créations de compositeurs d'aujourd'hui, tels que Edward Ayres D'Abreu et Carlos Marecos. Salué par la presse et les médias, son double album Lisboa-Paris (2017) édité par MPMP en collaboration avec la radio Antena 2, célèbre ses 20 ans de projet autour des musiques portugaises et françaises. En 2019, Bruno Belthoise, Capucine Keller et Le Concert impromptu célèbrent Hector Berlioz avec la création d'un spectacle intitulé " L'amour et la musique, les deux ailes de l'âme ". Cette même année, il crée et enregistre pour les Editions Chandeigne le Conte Kô et Kô, les deux esquimaux d'après un texte de Pierre Guégen, des illustrations de Vieira da Silva et une musique originale de Sérgio Azevedo. Pour ce nouveau projet, il collabore avec Jean-Christophe Murer (clarinette) et son fils Léo Belthoise (violon) qui est aujourd'hui l'un de ses partenaires réguliers.

## Discographie
- Johann Sebastian Bach : Trois sonates BWV 1027 - 1029  CY 1102
- Ensemble Viennois de Paris : Un soir à Vienne  EV 9804
- Francis Poulenc & Camille Saint-Saëns : Histoire de Babar, Le Carnaval des Animaux FA 804
- Emmanuel Hieaux & Georges Bizet : Hänsel & Gretel, Jeux d’Enfants FA 836
- Francisco de Lacerda : Œuvres pour piano COR 330 701
- Armando José Fernandes : Œuvres pour piano COR 330 901
- Armando José Fernandes : Sonatas COR 330 0201
- Luiz Costa : œuvres pour piano  COR 330 0001
- Alexandre Delgado : Bamboleio  COR 33à 301
- Bruno Belthoise : Fandango pour quintette à vent  LCI 02/02 1AA
- Abed Azrié et ses musiciens : Live in Radio-France 2CD  NTCD807
- Raymond Alessandrini : Les Aventures de Poucette  FA 869
- Bernard de Vienne : Les Identités remarquables  COR 330 0901
- Fernando Lopes-Graça & José Atalaya : Geografia da Música IV  NUM 1208
- Fernando Lopes-Graça : Melodias Rústicas Portuguesas  COR 330 028
- Emmanuel Hieaux : Une goutte d’ombre  COR 330 110
- Luiz Costa, Cláudio Carneyro, Sérgio Azevedo, Portuguese Piano Trio, Vol. 1 : NAXOS | 8.573402
- Lembranças, Mémoires imaginaires : COR 330 141
- Severa, o fado de um fado : MPCD0025
- Sébastien Béranger, Cracks : COR 330 150
- Hermeto Pascoal, Classique fantastique : COR 330 171
- Lisboa-Paris, double CD : MPCD38 & MPCD39

## Articles
- Melodias Rústicas Portuguesas de Lopes Graça, Une musique du peuple réinventée pour le piano, Éditions Disques Coriolan 2011
- La Musique "Polyédrique", Rappel historique et improvisations, Éditions NUMÉRICA 2010
- La musique portugaise pour piano - Revue PIANO no 23 - 2010, hors série la Lettre du Musicien 2010
- Madalena Sá e Costa, Une vie musicale - Revue Latitudes 2010
- Luiz Costa, Un musicien à l’aube du 20e siècle - Sociedade Portuguesa de Antropologia e Etnologia de Porto 2009
- Fernando Lopes Graça, Obras para violoncelo e piano, violoncelo solo – Éditions NUMÉRICA 2006
- Fernando Lopes Graça, La musique sous haute surveillance - Revue Latitudes 2006
- Fernando Lopes Graça, A música sob alta vigilância - Revista Seara Nova 2006
- Alexandre Delgado, Aimer l’Humanité, c’est d’abord connaître la culture de son propre pays - Revue Latitudes 2005
- Sérgio Azevedo, La modernité ? C’est la recherche de notre propre vision de la beauté - Revue Latitudes 2004
- Les compositeurs portugais, Leur histoire à travers la musique pour clavier (Partie I) - Revue Latitudes 2000
- Les compositeurs portugais, Leur histoire à travers la musique pour clavier (Partie II) - Revue Latitudes 2001
- L'influence culturelle française sur la musique portugaise du XXe siècle, la Sonatine comme forme comparée - Bruno & Léo Belthoise 2015
- Une étude pour la compréhension des Rhapsodies portugaises de José Vianna da Motta depuis la filiation lisztienne-entretien- Mémoire de Master Paris-Sorbonne de João Costa Ferreira, 2015